# Зеленін Олексій Якимович
Зеленін Олексій Якимович (нар. 20 жовтня 1924, Сосновка — пом. 2000) — український правознавець, районний прокурор Черкаської області.

## Біографія
Народився 20 жовтня 1924 року в селі Сосновка Сосновського району Тамбовської області (Російська Федерація).
Учасник Радянсько-німецької війни. Закінчив Ярославське вище військово-політичне училище.
Після війни проходив військову службу в Німеччині. Службу покинув у званні капітан. У 1959 році вступив у Харківський юридичний інститут (зараз Національний університет «Юридична академія України імені Ярослава Мудрого») на судово-прокурорський факультет. Закінчив виш у 1963 році. Серед однокурсників були колишній Голова Верховного Суду України В. Ф. Бойко, суддя Верховного Суду України і Верховного Суду СРСР у відставці В. І. Кононенко та нинішній ректор академії В. Я. Тацій.
Понад 20 років працював прокурором Лисянського та Драбівського районів Черкаської області, помічником прокурора міста Корсунь-Шевченківський.
Помер Олексій Якимович Зеленін у 2000 році.

## Нагороди
За багаторічну сумлінну працю в органах прокуратури та виявлену мужність на фронтах Другої світової війни нагороджений орденом Червоної Зірки, іншими урядовими орденами, медалями та почесними відзнаками.

## Сім'я
Мав сина — В'ячеслава, — який у 1980 році закінчив Харківський юридичний інститут.